# Gilles Perrault
Gilles Perrault, született Jacques Peyroles (Párizs 13. kerülete, 1931. március 9. – Sainte-Marie-du-Mont, 2023. augusztus 3.) francia író, újságíró, César-díjas forgatókönyvíró.

## Életrajza
A Párizsban, Jacques Peyroles néven született Perrault a Collège Stanislas de Paris-ba járt, majd az Institut d'études politiques-ban tanult, végül ügyvéd lett, és ebben a szakmában öt évig dolgozott.
Az algériai katonai szolgálata ihlette, Les parachutistes (1961) című esszé sikere után újságíró lett, és cikkeket írt Nehru Indiájáról, az 1964-es tokiói nyári olimpiáról és az afroamerikaiak problémáiról az Egyesült Államokban. Ezután a második világháború kevésbé ismert vonatkozásait vizsgálta.
1961-től a manchei Sainte-Marie-du-Montban élt, ahol megírta a Les gens d'ici ("Emberek innen") című könyvét.
A Le Secret du jour J (A D-nap titkai, 1964) elnyerte a Comité d'action de la Resistance díját, és nemzetközi bestseller lett. A L'Orchestre rouge (A Vörös Zenekar, 1967) még nagyobb sikert aratott. 1969-ben Perrault kiadott egy kémregényt Le dossier 51 (Az 51-es dosszié) címmel.
1978-ban Perrault kiadta a Le Pull-over rouge (A piros pulóver) című regényt, amelyben bírálta a francia rendőrség által egy nyolcéves kislány 1974-es halála körül végzett nyomozási módszert. Christian Ranucci francia férfit guillotine-nal kivégezték a gyilkosságért 1976. július 28-án. Perrault ügye, amely megkérdőjelezte Ranucci bűnösségét, nagy hatással volt a franciaországi halálbüntetésről folyó vitára. Állítólag jelentős hatást gyakorolt a közvélemény egy részére, több mint 1 millió példányban kelt el. Perrault-t azonban kétszer is elítélték az üggyel kapcsolatos állításai és iratai miatt: 1989-ben azért, mert egy tévéműsorban "hatalommal való visszaélésről" beszélt a nyomozást irányító rendőrökről (30 000 frank pénzbírságot szabtak ki minden első fokon megrágalmazott személyre, 1990-ben fellebbezésben 40 000, majd 1992-ben 70 000 frankot mind az öt kasszációs felperesnek, valamint az előadónak); 2008-ban pedig őt és kiadóját, Fayardot bűnösnek találták a L'Ombre de Christian Ranucci című könyvben a marseille-i rendőrség ellen elkövetett rágalmazásban (5000 euró pénzbírsággal, szerkesztőjének pedig azonos összegű pénzbírsággal, a határozatot 2009-ben fellebbezésben megerősítették, és 10 000 euró kártérítést ítéltek meg mind a négy megrágalmazott rendőrnek).
1980-ban létrehozta a Julien Fontanes című tévésorozatot Jean Cosmos-val.
1990-ben Perrault kiadta a Notre ami le roi (Barátunk, a király, 1993) című művét II. Hasszán, Marokkó akkori királyának rezsimjéről és emberi jogi visszaéléseiről, akit addig pozitívan ítéltek meg a nyugatiakkal való szoros kapcsolata miatt. világ. Perrault Le Garçon aux yeux gris (A szürke szemű fiú, 2001) című könyvét André Téchiné adaptálta a Les Égarés című filmhez.
Gilles Perrault 2023. augusztus 3-án, 92 éves korában halt meg.

## Könyvei
- Les parachutistes, 1961
- Au pied du mur, 1963, Denoël (ebből készült Jacques Deray 1966-os Mások bőrével (Avec la peau des autres) című mozifilmje)
- Le Secret du Jour J, 1964 (angol változat: Secrets of D-Day, Arthur Barker, 1965, and Little, Brown and Company, 1965)
- L'orchestre rouge, 1967
- Le dossier 51(wd), 1969
- Le Pull-over rouge, 1978 (ISBN 2-253-02543-7)
- Les gens d'ici, 1981
- Un homme à part, 1984 (A Man Apart: the Life of Henri Curiel, 1987 ISBN 0-86232-660-5 (pbk.) :  ISBN 0862326591)
- Paris under the occupation, Gilles Perrault, Jean-Pierre Azéma(wd), Deutsch, 1989, ISBN 978-0-233-98511-4
- Notre ami le roi(wd), 1990 (Our Friend the King, 1993 ISBN 2-07-032695-0)
- Les jardins de l'Observatoire, 1995
- Le Livre noir du capitalisme(wd), 1998
- Le garçon aux yeux gris, 2001
- Go!, 2002
- L'ombre de Christian Ranucci, 2006
- Checkpoint Charlie, 2008
- Dictionnaire amoureux de la Résistance, 2014
- Grand-père, 2016

### Magyarul megjelent művei
- Az 51-es dosszié. Kémregény (Le dossier 51) – Európa, Budapest, 1972 · Fordította: Rajnavölgyi Géza
- A Vörös Zenekar (L'orchestre rouge) – Zrínyi, Budapest, 1990 · ISBN 9633265584 · Fordította: Gyáros Erzsébet (Titkos dosszié sorozat)

## Fordítás
- Ez a szócikk részben vagy egészben  a   Gilles Perrault című angol Wikipédia-szócikk fordításán alapul.  Az eredeti cikk szerkesztőit annak laptörténete sorolja fel. Ez a jelzés csupán a megfogalmazás eredetét és a szerzői jogokat jelzi, nem szolgál a cikkben szereplő információk forrásmegjelöléseként.